# مؤشر تنافسية الفضاء
مؤشر تنافسية الفضائية ( SCI ) هو تقرير سنوي ممول ذاتيًا وتجرى الأبحاث المتعلقة به بشكلٍ مستقلٍ، ويقارن ويصنف كيفية استثمار البلدان في صناعة الفضاء والاستفادة منها. تنشر شركة Futron Corporation التقرير سنويًا منذ عام 2008، وهي شركة استشارات أمريكية. وقد تطور التقرير على مر السنين، حيث كان يشمل أكبر عشرة أسواق رائدة في أبحاث الفضاء عام 2008، وازداد ليغطي أكبر خمس عشرة سوقًا في عام 2012. على الرغم من أن التقارير الكاملة متاحة للشراء، فإن الملخص التنفيذي يوزّع مجاناً.

## ملخص
ضمَّن التقرير أكبر عشر أسواق رائدة في العقد الماضي، وهي: البرازيل وكندا والصين وأوروبا والهند وإسرائيل واليابان وروسيا وكوريا الجنوبية والولايات المتحدة. وفي عام 2012، أضاف التقرير خمس دول أخرى: الأرجنتين، وأستراليا، وإيران، وجنوب أفريقيا، وأوكرانيا. ويتناول التقرير أوروبا باعتبارها كياناً متكاملاً.
يستخدم التقرير مجموعة مكونة من أكثر من 40 مقياسًا ذات محددات اقتصادية لكل كيان على حدة. قسّمت المقاييس إلى ثلاثة مجالات رئيسية:
- الحكومة
- رأس المال البشري
- الصناعة

## مؤشر تنافسية الفضاء 2008
مجموع الدرجات الإجمالية حسب البلد:
1. الولايات المتحدة 91.43
2. أوروبا 48.07
3. روسيا 34.06
4. الصين 17.88
5. الهند 17.52
6. كندا 16.94
7. اليابان 14.46
8. كوريا الجنوبية 8.89
9. إسرائيل 8.38
10. البرازيل 4.96

## مؤشر تنافسية الفضاء 2009
تباينت الطبعة الثانية من التقرير مع الطبعة الأولى. وفي حين لا تزال الولايات المتحدة تتصدر المؤشر، إلا أنها تراجعت بشكل طفيف على أساس الزيادة التي شهدتها بلدان أخرى.
مجموع الدرجات الإجمالية حسب البلد:
1. الولايات المتحدة 90.32 ()
2. أوروبا 46.81 ()
3. روسيا 32.44 ()
4. اليابان 21.17 (▲ 3)
5. الصين 19.46 (▼ 1)
6. كندا 18.13 ()
7. الهند 15.33 (▼ 2)
8. كوريا الجنوبية 12.04 ()
9. إسرائيل 8.7 ()
10. البرازيل 7.09 ()

## مؤشر تنافسية الفضاء 2010
أظهرت النسخة الثالثة تراجع بعض الدول المهيمنة وزيادة من جانب الدول الأصغر. ووجد التقرير أن دولاً مثل الولايات المتحدة وكندا تتمتع بزعامة تكنولوجية مدعومة بمساهمة القطاع الصناعي، الذي يسوّق ويستخدم ويبيع الأصول التكنولوجية بشكل فعال للحكومات والعملاء التجاريين في جميع أنحاء العالم. وعلى العكس من ذلك، فإن بلداناً أخرى مثل الصين لا تستغل بشكل فعال قدرتها على تحقيق إنجازات في مجال التكنولوجيا الفضائية العالية. ومن بين العوامل المؤثرة في ذلك السياسة التجارية الحكومية ونشاط القطاع الخاص الصناعي المحدود.
مجموع الدرجات الإجمالية حسب البلد:
1. الولايات المتحدة ()
2. أوروبا ()
3. روسيا ()
4. اليابان ()
5. كندا (▲ 1)
6. الهند (▲ 1)
7. كوريا الجنوبية (▲ 1)
8. الصين (▼ 3)
9. إسرائيل ()
10. البرازيل ()

## مؤشر تنافسية الفضاء 2011
في عام 2011، وبينما زاد النشاط العالمي بشكل عام، استمر تراجع الدول المهيمنة للعام الرابع على التوالي مع صعود الدول متوسطة المستوى.

## مؤشر تنافسية الفضاء 2012
يمثل تقرير عام 2012 الطبعة الخامسة من الدراسة، التي دعت إلى مراجعة الاتجاهات الفضائية الدولية على مدى نصف عقد من الزمان استناداً إلى البيانات الكمية والنوعية. وفي تقرير عام 2012، أضافت شركة فوترون فئة ثانية لقادة الفضاء الناشئين، بالإضافة إلى الأسواق العشرة الرائدة التقليدية. وتتضمن الفئة الجديدة، التي قييمت جنبًا إلى جنب مع الأسواق العشرة الأصلية، الأرجنتين وأستراليا وإيران وجنوب إفريقيا وأوكرانيا. أظهر التقرير تفوق البرازيل على أستراليا..في حين تظل الولايات المتحدة هي الرائدة بشكل عام في القدرة التنافسية الفضائية، فإن موقعها النسبي قد انخفض للعام الخامس على التوالي مع تعزيز دول أخرى قدراتها. وعلى النقيض من ذلك، نجحت دول أخرى مثل الصين واليابان وروسيا الهند في تحسين قدرتها التنافسية في مجال الفضاء بنسبة 41% و37% و11% و10% على التوالي منذ الإصدار الأول لمؤشر القدرة التنافسية في مجال الفضاء.
مجموع الدرجات الإجمالية حسب البلد:
1. الولايات المتحدة 99.67
2. أوروبا 50.11
3. اليابان 48.76
4. روسيا 45.29
5. الصين 41.85
6. كندا 39.10
7. الهند 28.64
8. كوريا الجنوبية 15.22
9. إسرائيل 9.30
10. أستراليا 5.22

## روابط خارجية
- الملخص التنفيذي لمؤشر القدرة التنافسية للفضاء لعام 2012
- الملخص التنفيذي لمؤشر تنافسية الفضاء لعام 2011
- ملخص تنفيذي لمؤشر القدرة التنافسية الفضائية لعام 2010
- الملخص التنفيذي لمؤشر تنافسية الفضاء لعام 2009
- الملخص التنفيذي لمؤشر القدرة التنافسية للفضاء لعام 2008